# Palaos en los Juegos Olímpicos de París 2024
Palaos estuvo representado en los Juegos Olímpicos de París 2024 por tres deportistas, dos mujeres y un hombre, que compitieron en dos deportes.
Los portadores de la bandera en la ceremonia de apertura fueron el atleta Jion Hosei y la nadadora Sydney Francisco. El equipo olímpico palauano no obtuvo ninguna medalla en estos Juegos.